# Amarillamiento letal

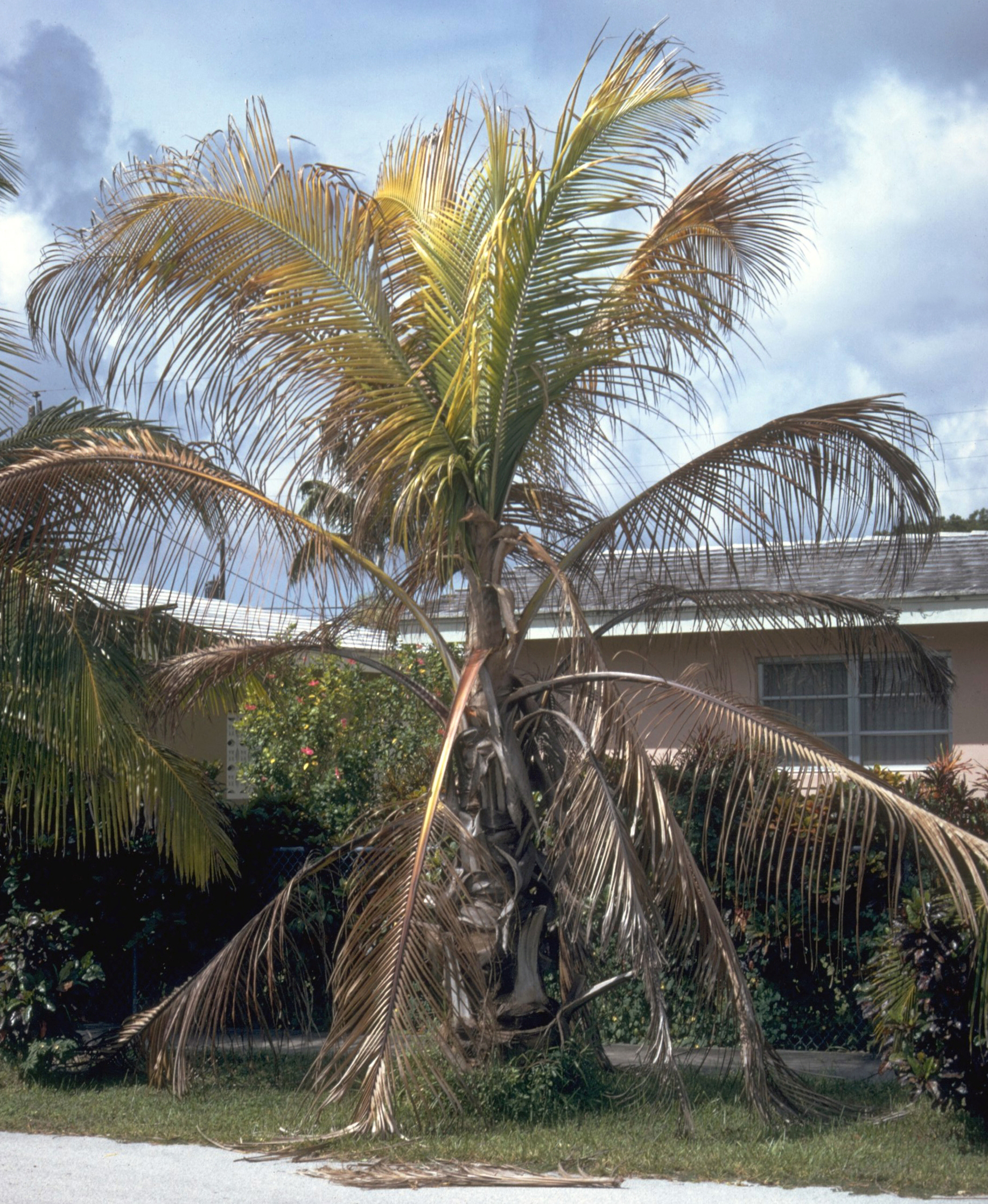
Cocos nucifera (Cocotero) muriendo por Amarillamiento letal

Amarillamiento letal es una enfermedad causada por Phytoplasma que ataca muchas especies de palmas (Arecaceae), incluidas algunas especies de interés comercial como a Cocos nucifera (el cocotero) y Phoenix dactylifera (palma datilera). Es transmitido por un insecto Myndus crudus. Las plantas infectadas mueren normalmente de 3 a 6 meses. La única medida efectiva es la prevención, como por ejemplo plantando variedades resistentes.